# ويل هولدر
ويل هولدر (بالإنجليزية: Will Holder)‏ هو لاعب كرة قدم أمريكية أمريكي، ولد في 17 نوفمبر 1975.